# Rav Yossef
Rav Yossef bar Ḥiyya est un amora (docteur du Talmud) babylonien de la troisième génération. Disciple de Juda ben Ezéchiel il devient le maître d’Abaye ainsi que le bar plougta (contradicteur) de Rabba, avant de lui succéder à la tête de l'académie de Poumbedita.
À la mort de Rav Juda, il semblait le candidat le plus à même de lui succéder à la tête de Poumbedita, étant sagace et connaisseur de nombreuses traditions, alors que Rabba bar Nahmani, alors âgé de 18 ans, était davantage spécialisé dans le pilpoul (mode de disputation talmudique faisant appel à l'ingéniosité et dégénérant souvent en ergotages). Rav Yossef refusa cependant le poste, ne l'acceptant qu'à la mort de son collègue. Il l'exerça jusqu'à sa propre mort, deux ans plus tard.
Bien qu'aveugle, il pouvait citer des versets bibliques de mémoire, et connaissait tant de traditions orales qu'il était surnommé « Sinaï. » Il est cependant frappé d'une « maladie, » qui lui fait oublier son étude (probablement un accident vasculaire cérébral), et il incombe à Abaye de la lui faire réapprendre (T.B. Nedarim 41a).